# Draco (moteur-fusée)
Pour les articles homonymes, voir Draco (homonymie).
Draco est un moteur-fusée de faible poussée (400 newtons) qui équipe l'étage supérieur de la fusée Falcon 9 et du vaisseau spatial Dragon de la société américaine SpaceX.

## Caractéristiques techniques et utilisation
Le moteur Draco est utilisé pour les manœuvres orbitales et les corrections d'attitude. Il brûle des ergols hypergoliques, qui sont traditionnellement mis en œuvre pour ce type d'usage car ils s'enflamment spontanément lorsqu'ils sont mis en contact et ne nécessitent donc pas de système d'allumage : ce sont le monométhylhydrazine qui joue le rôle de carburant et le peroxyde d'azote qui constitue le comburant. Le moteur Draco peut être rallumé plusieurs fois et il peut émettre des poussées qui peuvent être très brèves pour les corrections d'orientation (quelques dizaines de millisecondes) ou au contraire très longues (plusieurs minutes).
Le second étage de la fusée Falcon 9 utilise 4 Draco pour contrôler l'orientation du lanceur. Le vaisseau spatial Dragon utilise de 12 à 18 Draco pour le contrôle d'attitude et les manœuvres orbitales (changement d'orbite, déclenchement de la rentrée atmosphérique).
Le Draco a été conçu et est fabriqué par la société SpaceX. Il a été utilisé pour la première fois le 4 juin 2010 au cours du premier tir du lanceur Falcon 9 qui emportait une maquette du vaisseau Dragon.

## Historique
- En 2008 le moteur Draco effectue un premier test de fonctionnement de longue durée de 10 minutes avec une pause de 10 minutes et un rallumage de 1 minute[3]. Ces tests sont réalisés dans les installations de SpaceX à McGregor, au Texas.

- En 2009 le moteur est qualifié avec 4600 allumages réalisés au cours de 42 essais avec un temps de fonctionnement cumulé de 50 minutes réalisés dans un caisson sous vide simulant le vide spatial[4].

- Le 4 juin 2010, première utilisation opérationnelle lors du lancement inaugural de la fusée Falcon 9[5]

- En décembre 2010, première utilisation opérationnelle sur la capsule Dragon[6]